# Nika Turkovic
Nika Turkovic (Zagreb, Croacia, 7 de junio de 1995) es una cantante que representó a Croacia en el Festival de Eurovisión Junior 2004.

## Biografía
Nika empezó a hacer música a los cuatro años. Antes de aparecer en el Concurso de la Canción de Eurovisión Júnior, participó en varios programas de televisión conocidos en su país. A pesar de su miedo, la atrevida Nika no se detuvo, y en Eurovisión junior con la canción "Hej, mali",(Hey, chico), se llevó el tercer lugar.
Nika asistió a la escuela primaria ", Antun Gustav Matos", a la que asistió también Dino Jelusic.
Además de croata, Nika habla con fluidez italiano, esloveno e inglés, y estudia español, en la escuela Antonin Gustav Matos.

## Discografía
Tras el éxito del Festival de Eurovisión Junior grabó un CD, "The Stranger", que incluye duetos con Tony Cetinski y Oliver Dragojevic. Su primera canción después del festival eurovisión junior fue "Moon and Stars" ("La Luna y las Estrellas").
Su álbum, Alien contiene 15 canciones, entre las que destacan: "viajar", "Hey, chico", "Alien", "I Can See", "yo puedo .. todo!" (Versión rápida): "yo puedo .. todo!" (Versión lenta), una canción en español con Oliver Dragojevic ", Shine, Shine Star", "Imagine", "Todo está bien", etc. Las canciones "Hey, chico" e "Imagine" han sido traducidas al inglés en el álbum.